# Język glosa
Język Glosa to międzynarodowy język sztuczny. Jest zmodyfikowaną i poprawioną wersją wcześniejszej Interglossy, stworzonej przez Lancelota Hogbena w 1943.
Glosa jest językiem bez fleksji, wyrazy występują tylko w jednej formie, niezależnie od części mowy. Wyraz stanowi określoną część zdania w zależności od jego położenia. Słownictwo bazuje na grece i łacinie.
Przykładowy tekst (modlitwa Ojcze Nasz):
Na parenta in Urani;

na volu; Tu nima gene revero.

Tu krati veni;

Tu tende gene akti

epi Geo homo in Urani Place;

don a na nu-di na di-pane;

e Tu pardo na plu mali akti.

Metro na pardo mu; qui akti mali de na.

E ne dirige na a plu moli ofere;

sed libe na ab mali.

Ka Tu tena u krati, u dina

e un eufamo pan tem.